# Sabor De Cayena (álbum)
Sabor de cayena es el nombre del séptimo álbum de estudio del cantante venezolano de pop Yordano, Fue publicado por Sony Music en 1994.

## Lista de temas
01- Besos En La Lluvia
02- La Quiero Más
03- Mi Princesa Valiente
04- El Guardian De La Alcantarilla
05- Querida Aurora
06- Blasfemia
07- De Verdad Verdad
08- Ojos De Miel
09- Y Llegas Tu
10- En Una Postal
11- Un Dia Hermoso De Caracas En Diciembre 

## Personal
Yordano Di Marzo: voz y guitarra acústica
Lorenzo Barriendos: Guitarra acústica y Bajo
Rubén Rebolledo: Guitarra
Eddy Pérez: Guitarra
Ezequiel Serrano: Flauta
Carlos "Nene" Quintero: Percusión
Coros: Frank Quintero, Guillermo Carrasco, Maribel Vila y Ana Valencia